# Guyanostreptus octosulcatus
Guyanostreptus octosulcatus är en mångfotingart som beskrevs av Jeekel 1999. Guyanostreptus octosulcatus ingår i släktet Guyanostreptus och familjen Spirostreptidae. Inga underarter finns listade i Catalogue of Life.